# Stenotritus elegans
Stenotritus elegans är en biart som beskrevs av Smith 1853. Stenotritus elegans ingår i släktet Stenotritus och familjen Stenotritidae. Inga underarter finns listade i Catalogue of Life.